# كيكوال هندي

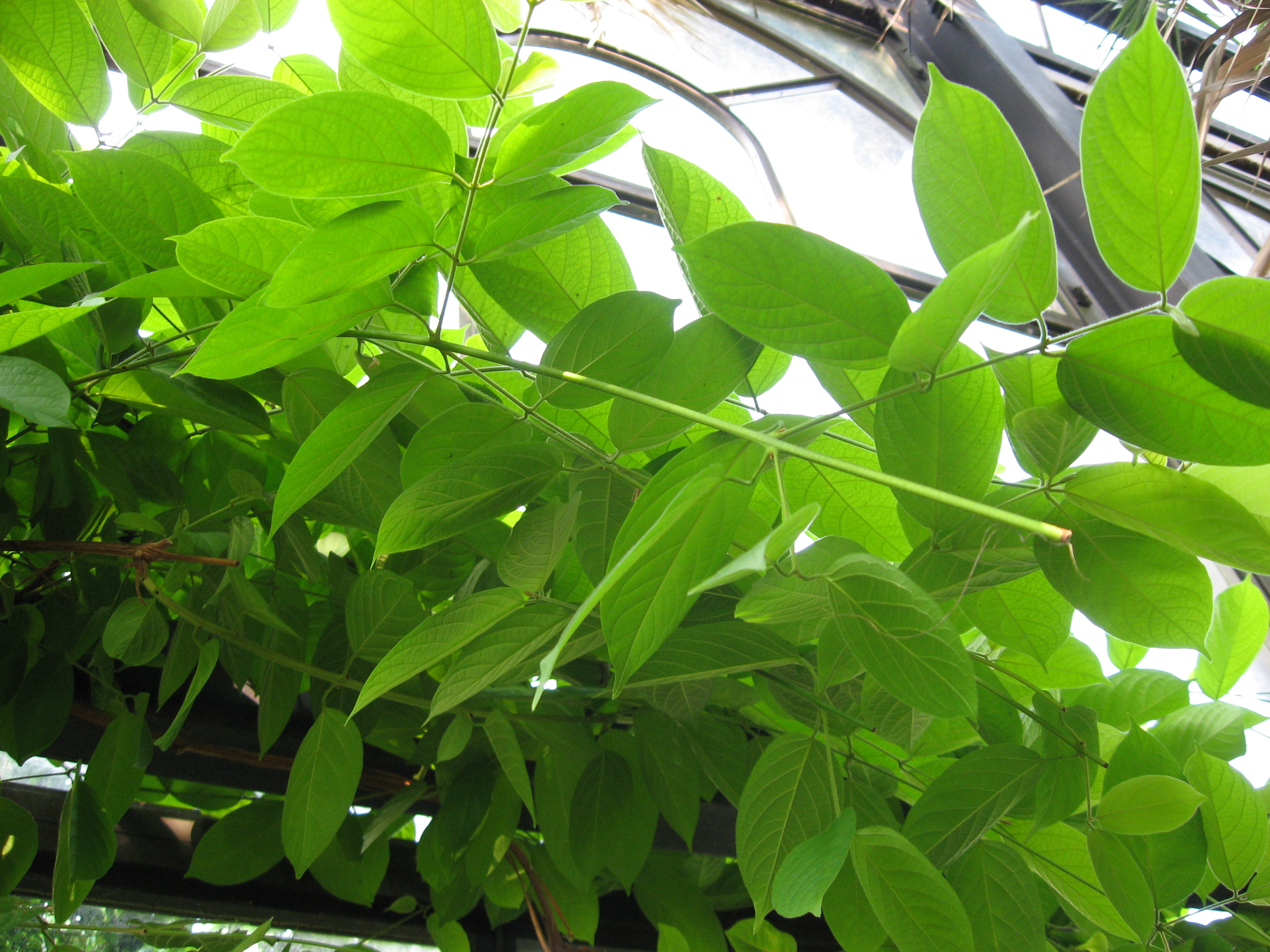

الكيكوال الهندي أو القمبريط الهندي أو ياسمين أحمر (الاسم العلمي:Quisqualis indica) هي نوع نباتي يتبع جنس الكيكوال من الفصيلة القمبريطية. 